# 小石果连蕊茶
小石果连蕊茶（学名：Camellia parvilapidea）是山茶科山茶属的植物。分布在中国大陆的广西等地，目前尚未由人工引种栽培。